# 佐维纳尔
佐维纳尔（Tsovinar），又稱作佐维扬，意为“海上的”、「纳尔之海」，是亚美尼亚神话中的女神。雷雨精灵，是闪电和霞光的人格化形象。据说，她是一位脾气暴躁的女神，能强迫雨、雹带着她的怒气从天上落下。雷雨时，她骑着火马驰骋在乌云之上。她能向人间降下甘霖，也能抛下冰雹。据传，她因喝海水受孕，生下了萨纳萨尔和巴格达萨尔这一对孪生兄弟。